# Коліков Олексій Леонтійович
Олексі́й Лео́нтійович Ко́ліков (березень 1906 , Лисичанськ, Катеринославська губернія  — невідомо ) — український радянський партійний діяч, голова Чернівецького облвиконкому, депутат Верховної Ради УРСР 1–2-го скликань.

## Біографія
Народився у березні 1906 року в родині шахтаря у селі Лисичанськ, тепер місто Лисичанськ, Луганська область, Україна. Закінчив чотири класи сільської школи.
З тринадцяти років розпочав трудову діяльність. У 1919–1921 роках — коногон шахти. Потім був учнем токаря.
У 1924 році вступив до комсомолу. У 1924–1926 роках — учень школи фабрично-заводського навчання на шахті, здобув спеціальність токаря. Працював токарем шахтно-механічної майстерні, обирався членом бюро Лисичанського районного комітету ЛКСМУ.
Член ВКП(б) з 1927 року.
З 1928 року працював у Лисичанському районному комітеті професійної спілки гірників на Донбасі.
З 1930 року навчався у Київському машинобудівному інституті, обирався секретарем факультетського партійного бюро.
У 1933–1935 роках — заступник начальника політичного відділу Серахської машинно-тракторної станції Туркменської РСР.
У 1935–1938 роках — в управлінні народногосподарського обліку міста Києва.
У 1938 — листопаді 1939 року — в.о. секретаря виконавчого комітету Київської обласної ради.
Після приєднання Західної України до УРСР, постановою Політбюро ЦК КП(б) України (№ 860-оп) 27 листопада 1939 року був призначений заступником голови Дрогобицького обласного виконавчого комітету.
У листопаді 1939 — серпні 1940 року — заступник голови виконавчого комітету Дрогобицької обласної ради депутатів трудящих.
20 серпня 1940 — липні 1941 року — голова виконавчого комітету Чернівецької обласної ради депутатів трудящих.
12 січня 1941 року обраний депутатом Верховної Ради УРСР першого скликання по Сторожинецькому першому виборчому округу № 392 Чернівецької області.
З червня 1941 року — у Червоній армії. У 1942 році був помічником члена Військової ради Північно-Кавказького фронту Лазаря Кагановича.
З травня 1944 по 13 серпня 1948 року — голова виконавчого комітету Чернівецької обласної ради депутатів трудящих.
9 лютого 1947 року обраний депутатом Верховної Ради УРСР другого скликання по Сторожинецькому міському виборчому округу Чернівецької області.
З 1948 по січень 1950 року — голова президії Ровенської обласної ради промислової кооперації (облпромради).
З січня 1950 по грудень 1953 року — начальник політичного сектору Ровенського обласного управління сільського господарства.
На 1954—1957 роки — начальник Ровенського обласного управління по будівництву в колгоспах.
У 1960-х роках працював директором Ровенського льонокомбінату Ровенської області.

## Військове звання
- бригадний комісар

## Нагороди
- орден Трудового Червоного Прапора (23.01.1948)
- орден Вітчизняної війни 1-го ст. (1945)
- орден Вітчизняної війни 2-го ст. (6.04.1985)
- орден «Знак Пошани»
- медалі